# Công viên Letná

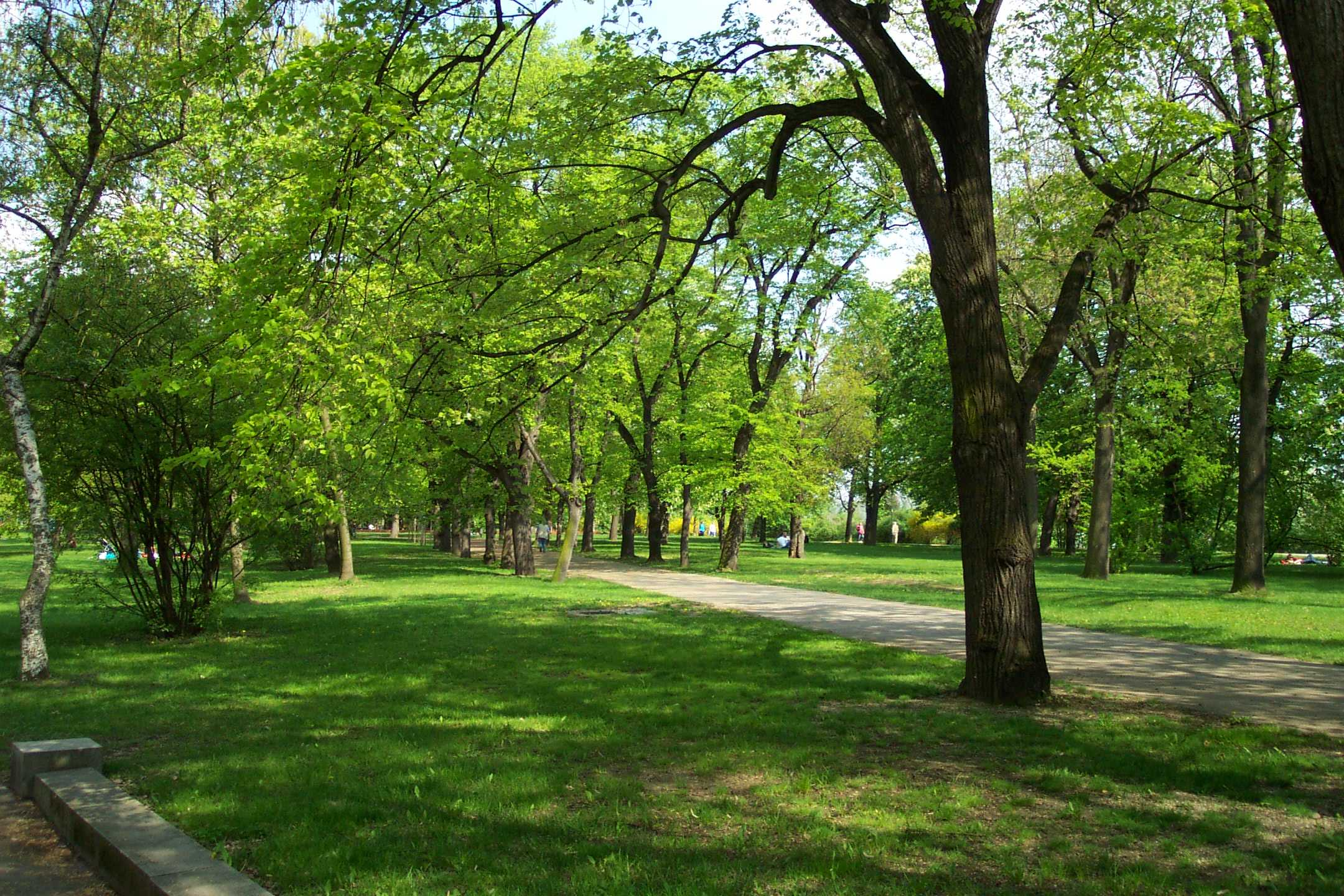
Công viên Letná

Công viên Letná (tiếng Séc Letenské sady) là một công viên lớn nằm trên đồi Letná. Công viên được xây dựng phía trên những bờ kè dốc dọc theo sông Vltava ở Praha, Cộng hòa Séc. Độ cao và vị trí của công viên Letná cho phép người tham quan có được một tầm nhìn tuyệt đẹp ra Khu Phố Cổ Praha (Staré Město).
"Leten", ban đầu được gọi là "trại hè" hoặc "nơi tắm nắng" là một khu vực địa chiến lược quan trọng trong thời Trung cổ vì nhiều khu trại quân sự được đặt ở đây. Mãi đến cuối thế kỷ 19, nơi đây mới bắt đầu được quản lý một cách có hệ thống. Dần dần, các vùng bằng phẳng của khu vực này đã trở thành nơi hội họp, vui chơi và giải trí của người dân thành phố.
Năm 1955, một tượng đài lớn cho Joseph Stalin được dựng lên ở rìa Công viên Letná. Bức tượng này bị phá hủy vào năm 1962.
Trong cuộc Cách mạng Nhung, một vùng đất bằng bên cạnh Công viên Letná (Letenská pláň) là địa điểm của một số cuộc biểu tình quan trọng chống lại chính quyền Cộng sản. Vào ngày 25 và 26 tháng 11 năm 1989, khoảng 750.000 người đã biểu tình tại đây.
Ca sĩ Michael Jackson bắt đầu HIStory World Tour của mình tại công viên vào ngày 7 tháng 9 năm 1996, có khoảng 130.000 người đã tham dự buổi hòa nhạc này.
Vào ngày 23 tháng 6 năm 2019, hơn 250.000 người đã tập trung tại công viên Letná, biểu tình kêu gọi Thủ tướng Andrej Babiš từ chức trong bối cảnh ông này bị cáo buộc xung đột lợi ích và gian lận.
Ngày nay, Công viên Letná được người dân coi là một khu vực giải trí, thư giãn và luyện tập thể thao ngoài trời. Khu vực xung quanh máy đếm nhịp Metronome là một địa điểm trượt ván phổ biến.

## Tòa nhà, di tích và điểm tham quan
- Hanavský Pavilion là một công trình kiến trúc bằng gang được xây dựng vào năm 1891 theo phong cách Tân Baroque để phục vụ cho Hội chợ Thế giới Jubilee (Triển lãm Tổng hợp Thế kỷ).[3][8] Tọa độ:50°05′37,45″B 14°24′45,12″Đ / 50,08333°B 14,4°Đ
- Vòng quay ngựa gỗ lâu đời nhất ở Châu Âu nằm ở Công viên Letná. Vòng quay ngựa gỗ này được xây dựng vào năm 1892. Ban đầu nó nằm ở một khu vực khác của thị trấn. Sau đó được chuyển đến công viên vào năm 1894. Hiện giờ vòng quay đang được sửa chữa lại.[9] Tọa độ:50°05′47,75″B 14°25′30″Đ / 50,08333°B 14,425°Đ
- Một chiếc bệ lớn bằng đá cẩm thạch, phía trên đặt Máy đếm nhịp Metronome. Chiếc bệ cẩm thạch này từng là chân đế của một bức tượng Stalin. Tọa độ:50°05′41,38″B 14°24′57,97″Đ / 50,08333°B 14,4°Đ
- Phần phía bắc của công viên được nằm sát sân vận động Sparta và mặt tiền của tòa nhà Molochov.

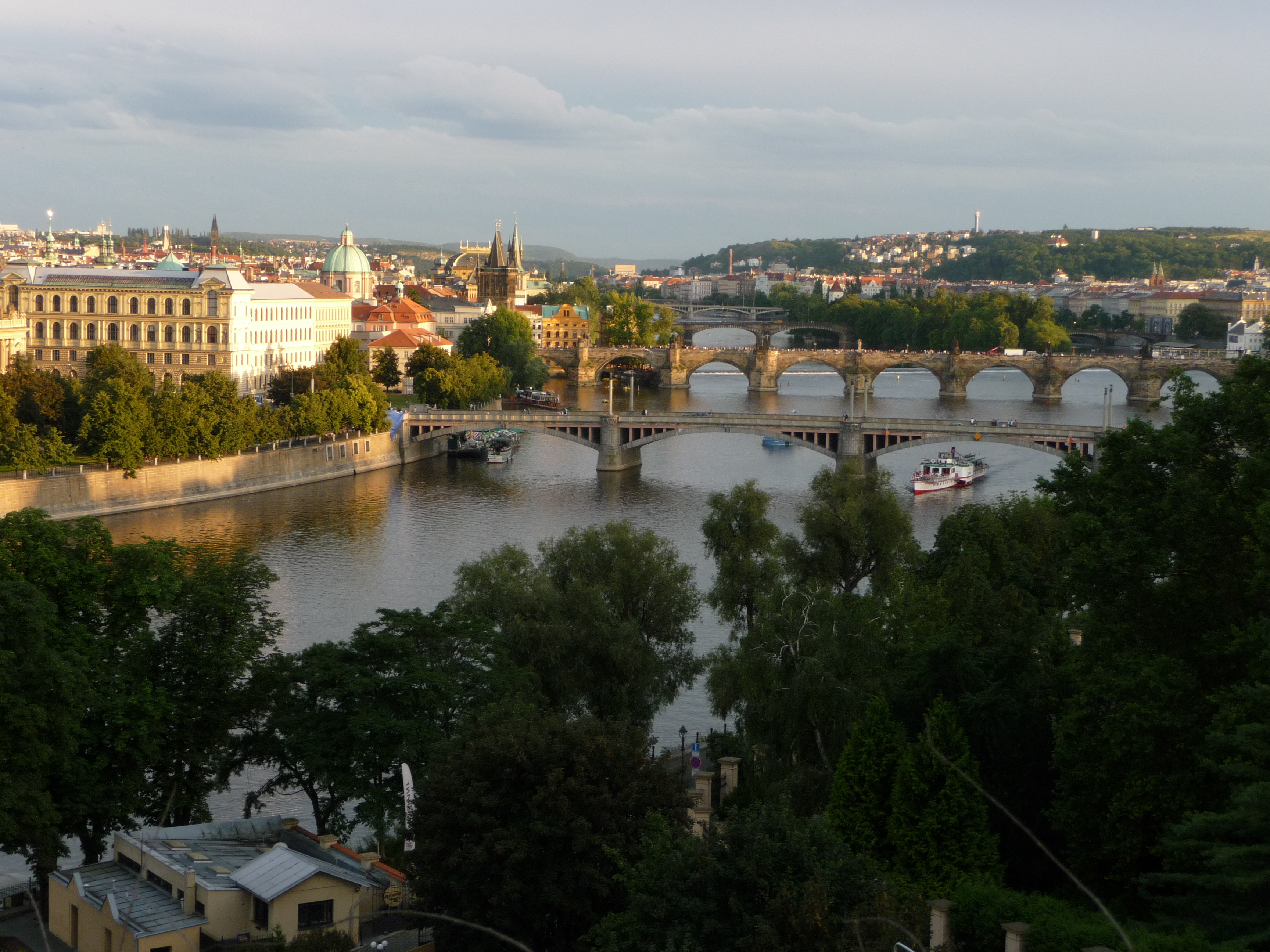
Khung cảnh nổi tiếng: Những cây cầu ở Trung tâm thành phố Praha
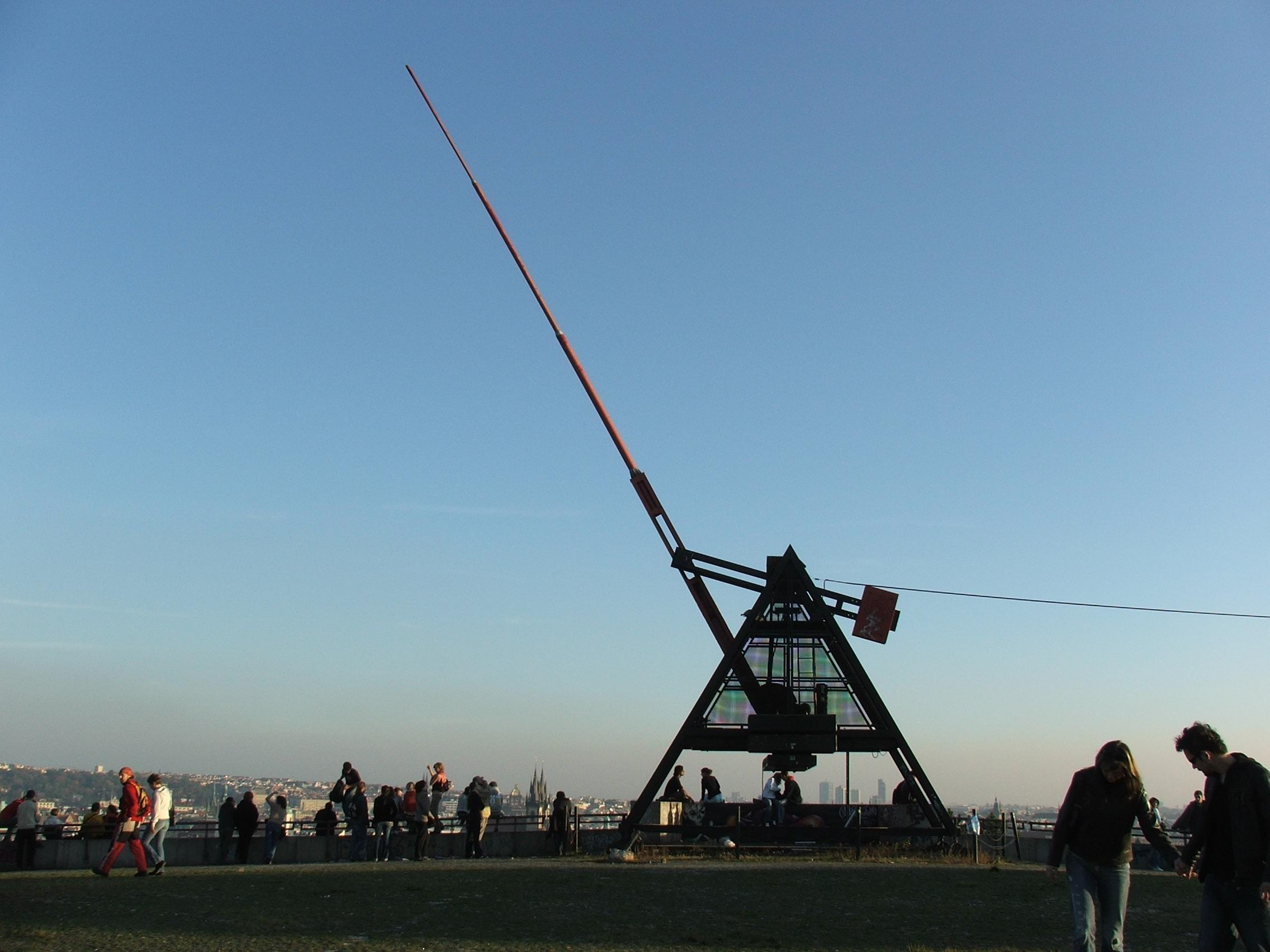
Metronom
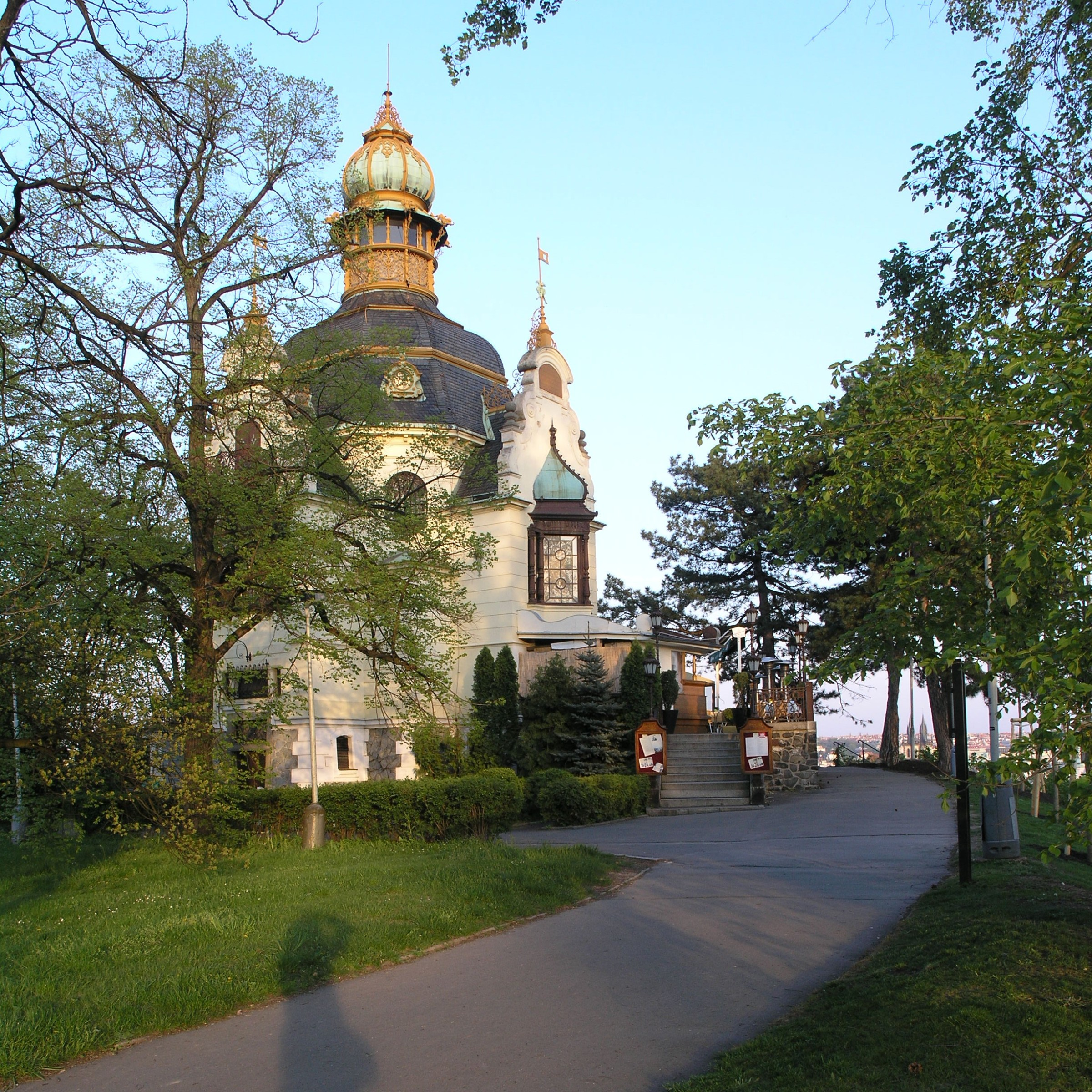
Hanavský Pavilion
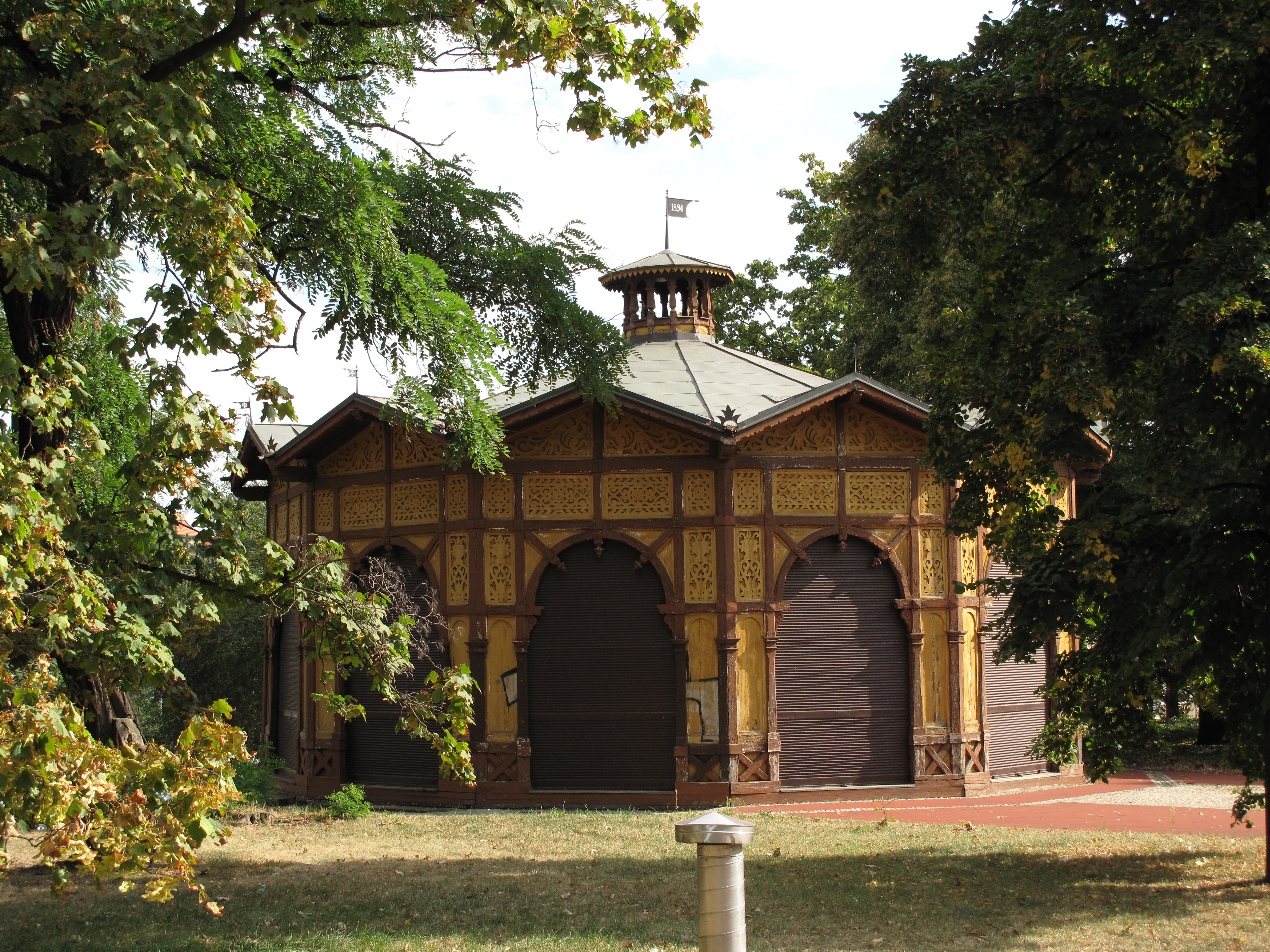
Vòng quay ngựa gỗ Letná
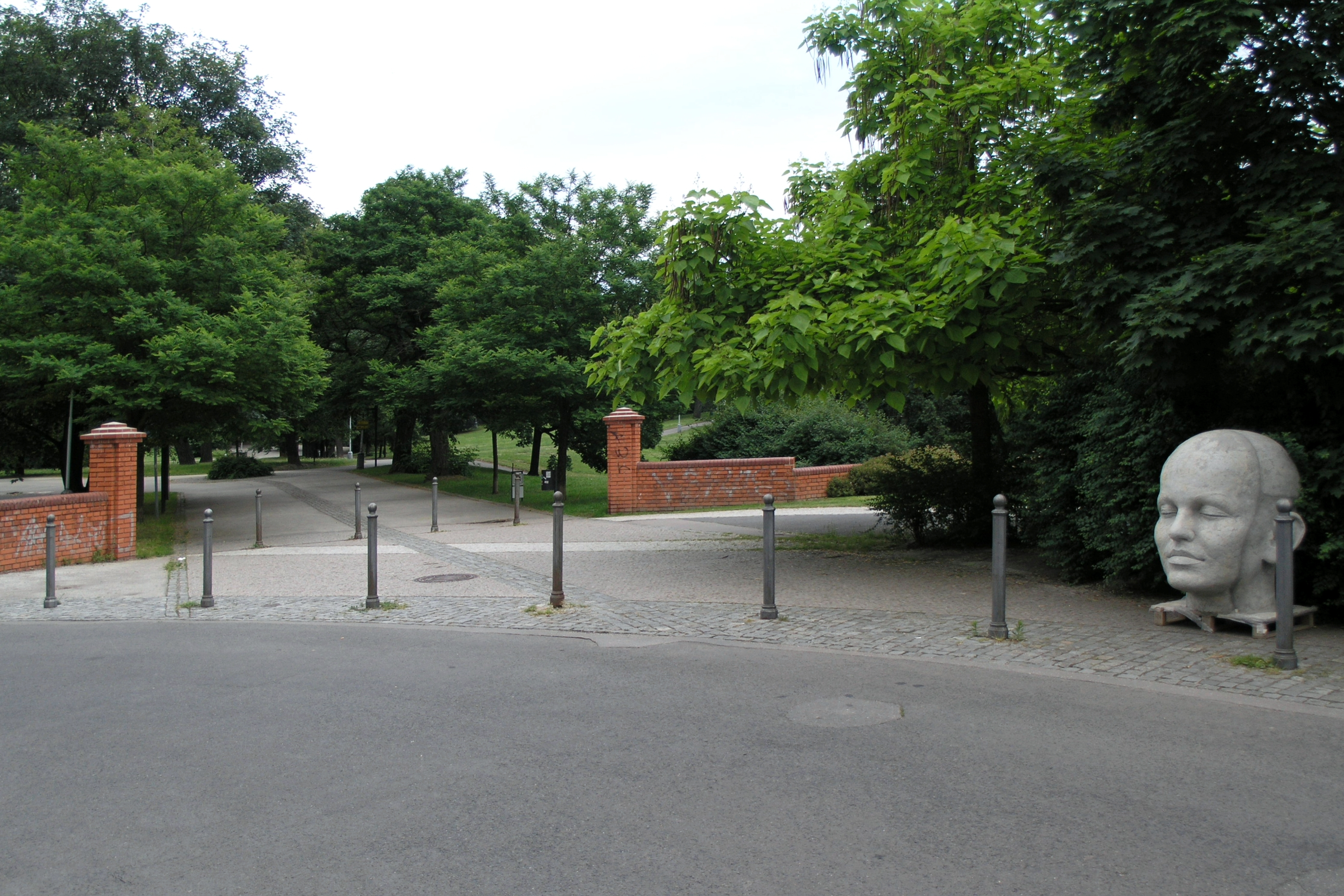
Đường Gogolova
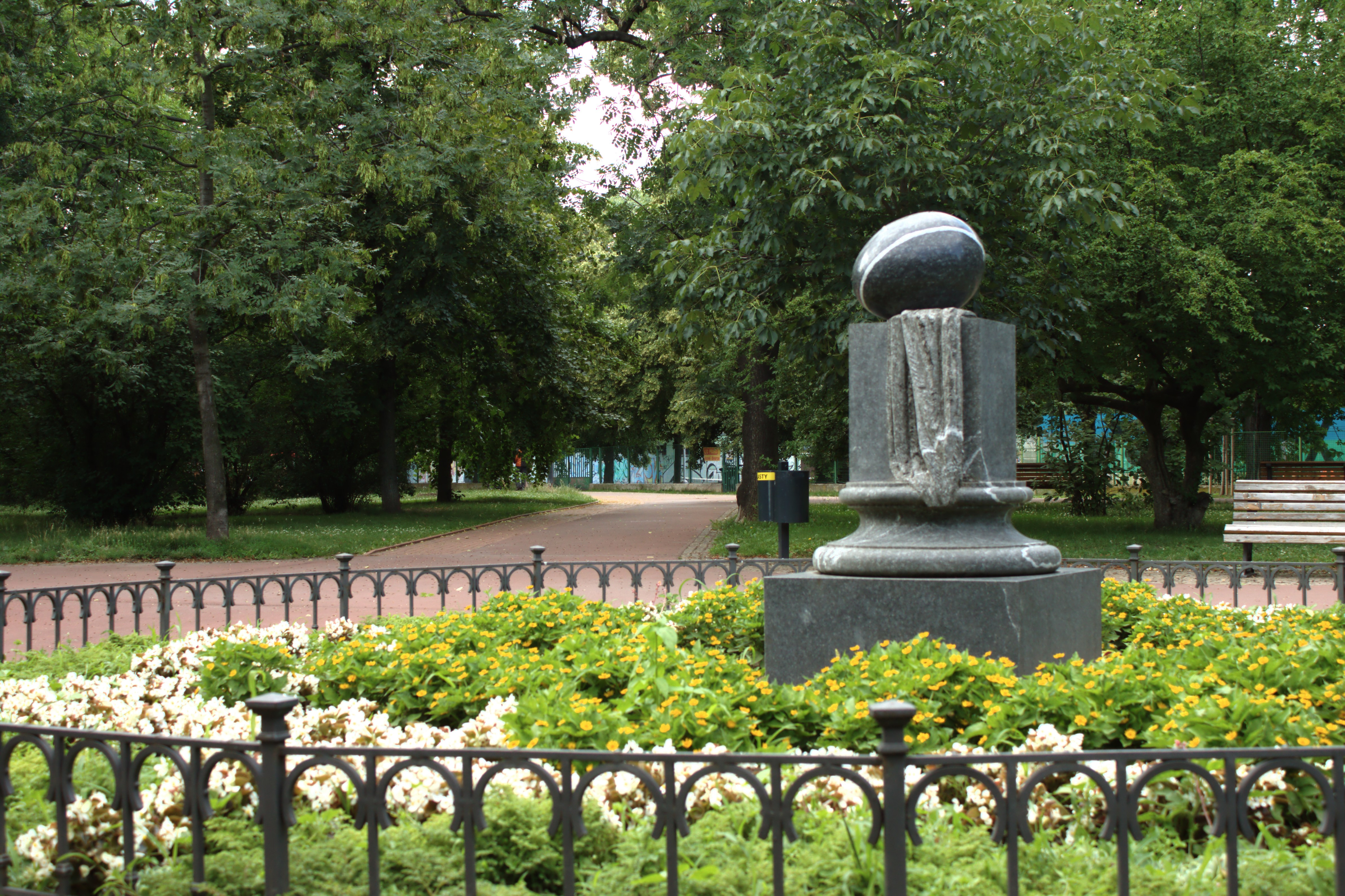
Tượng đá cuội